# Politički pokret
Pokret u politici označava organiziranu djelatnost skupine ljudi koja pokušava promijeniti vladinu politiku ili društvene vrijednosti. Politički pokreti obično se suprotstavljaju trenutačnom poretku i često se povezuju s određenom ideologijom. Među teorijama političkih pokreta nalaze se teorija političkih prilika, prema kojoj politički pokreti proizlaze iz pukih okolnosti, i teorija mobilizacije resursa, kojom se smatra da politička kretanja proizlaze iz strateške organizacije i relevantnih resursa. Politički pokreti također su povezani s političkim strankama; oboje namjeravaju utjecati na vlast, a i nekoliko političkih stranaka nastalo je iz političkih pokreta. Međutim, političke stranke bave se brojnim pitanjima, a politički pokreti uglavnom se usredotočuju samo na jedan, veći problem.

## Definicija
Politički pokret vrsta je društvenog pokreta u kojem nekoliko ljudi formira skupinu kako bi zajedno promijenili politiku ili društvene vrijednosti na lokalnoj, nacionalnoj ili globalnoj razini. Politički pokreti uglavnom namjeravaju utjecati na politička načela ili dovesti do društvenih promjena u općenitom smislu. Iako se politički pokreti bave i sukobima i nagodbama, u raspravama se često podaju prepirkama. Politički se pokreti dijele na reformske, masovne, totalitarne i nasilne (u što spadaju gerile i pobune).
Ideologije igraju veliku ulogu u političkim pokretima, a pojedinci koji čine pokret obično sudjeluju u njemu iz sličnih ideoloških razloga. Te ideologije mogu biti u iznimnoj opreci s postojećim političkim sustavom, a način na koji taj sustav djeluje može biti suprotan ciljevima kojima članovi pokreta teže. Međutim, takva situacija može pomoći promicati poruke političkog pokreta.